# Arpeggio TV
Arpeggio fue un canal de televisión abierta latinoamericano que emitía desde Buenos Aires en la Televisión Digital Terrestre en Argentina y en 5 países. Su programación consistía en música clásica.

## Historia
Era operado por Albavisión y su programación se componía exclusivamente de programación musical. En 2011 empezó como un canal de música latina llamado Video Éxitos (VX) producido por Triple D Producciones. En 2012 fue reemplazado por Arpeggio, debido a la muy baja audiencia. 
El 25 de septiembre de 2017 se emitió por última vez en la TDA de Argentina por decisión del Ministerio de Planificación a cargo de la plataforma debido a una renovación integral de la programación. Fue reemplazado por France 24 en régimen de arriendo.

## Transmisión
Arpeggio TV se transmitió en los siguientes países y canales.

### Como canal de televisión
| País       | Cadena                               | Canales                  |
| ---------- | ------------------------------------ | ------------------------ |
| Argentina  | Telearte/Arzobispado de Buenos Aires | Canal 24.3/31.2          |
| Costa Rica | Repretel                             | Repretel 4 (como bloque) |
| Ecuador    | Grupo RTS                            | Canal 21                 |
| Guatemala  | Chapín TV                            | Canal 43                 |
| Honduras   | Grupo VTV                            | Canal 33                 |
| Perú       | Grupo ATV                            | Canal 8.2                |

### Como programa de televisión
- Chile: Telecanal (22:00 hrs.)
- Argentina: Canal Orbe 21